# 道の駅ヘルシーテラス佐久南
道の駅ヘルシーテラス佐久南（みちのえき ヘルシーテラスさくみなみ）は、長野県佐久市にある国道142号および市道25-3号線の道の駅である。

## 概要
中部横断自動車道の佐久南ICに隣接しており、新直轄区間（無料区間）であることからサービスエリア等の役割を担っている。

## 歴史
- 2016年（平成28年）10月7日 - 道の駅第46回登録において、「道の駅ヘルシーテラス佐久南」として登録。
- 2017年（平成29年）7月8日 - 開駅[1][2]。

## 施設
- 駐車場
  - 普通車 105台
  - 大型車 30台
  - 身障者用 6台
- トイレ
  - 男 15器
  - 女 20器
  - 身障者用 2器
- 情報コーナー
- 販売施設「ふるさと自慢館」
- 郷土料理レストラン「咲恋（さくこい）テラス」」2022/04/01~
- 軽食コーナー「恋花（こいばな）カフェ」2022/04/01~
- 授乳室・ベビーシート
- 無料休憩所
- ふれあいパーク
- 加工体験室

## 休館日
- 12月31日 - 1月1日

## アクセス
- 国道142号 - 登録路線
  - E52 中部横断自動車道 佐久南IC